# خارپولکیان
خارپولکیان (نام علمی: Didiereaceae) نام یک خانواده از راسته میخک‌سانان است.